# Konfederované státy americké
Konfederované státy americké (anglicky Confederate States of America – zkráceně CSA), nazývané též Konfederace, Dixie nebo Konfederační státy, byla vláda formovaná jedenácti jižními státy Spojených států amerických, mezi lety 1861 a 1865.
Sedm států vyhlásilo svou nezávislost na Spojených státech předtím, než byl Abraham Lincoln inaugurován jako prezident, další čtyři státy tak učinily poté, co začala Americká občanská válka bitvou u Fort Sumter. Spojené státy americké („Státy Unie“) považovaly odštěpení těchto států za nezákonné a odmítaly Konfederaci uznat. Ačkoliv žádná evropská mocnost CSA oficiálně neuznala, Velká Británie tam měla své obchodní zájmy a pomáhala státům Konfederace prolomit blokádu. Jediným prezidentem Konfederovaných států amerických se v únoru 1861 stal Jefferson Davis.
Rozpad CSA nastal, když se Robert E. Lee a další generálové Konfederace v dubnu 1865 vzdali. Poslední schůze konfederační vlády se konala v květnu a téměř všechny vojenské síly se vzdaly do konce června.

## Historie

### Příčiny odtržení

Vývoj konfederovaných států, 20. prosince 1860 – 15. července 1870

Historici uvádějí, že příčinou odtržení byla hrozba omezení nebo zrušení otroctví Republikány, případně omezení práv vlastnit otroky, což u jižních států bylo důvodem pro vystoupení z Unie. Abraham Lincoln však sám pronesl: "Mým prvořadým cílem je boj o záchranu Unie. Nejde mi o obranu ani o likvidaci otroctví."
Někteří jižanští duchovní se ve svých kázáních zabývali odtržením. Benjamin M. Palmer (1818–1902), pastor První Presbytariánské církve v New Orleans, bouřlivě podporoval odtržení ve svém kázání na Den díkůvzdání v roce 1860, zatímco argumentoval, že bílí Jižané mají právo a povinnost zachovat otroctví vedle ekonomické a sociální sebezáchovy, působit jako „strážci oddaných a loajálních bezmocných“ černochů, střežit globální ekonomické zájmy a obhajovat víru proti „ateistickému“ abolicionismu. Jeho kázání bylo rozšiřováno po celém regionu.

### Odštěpené státy

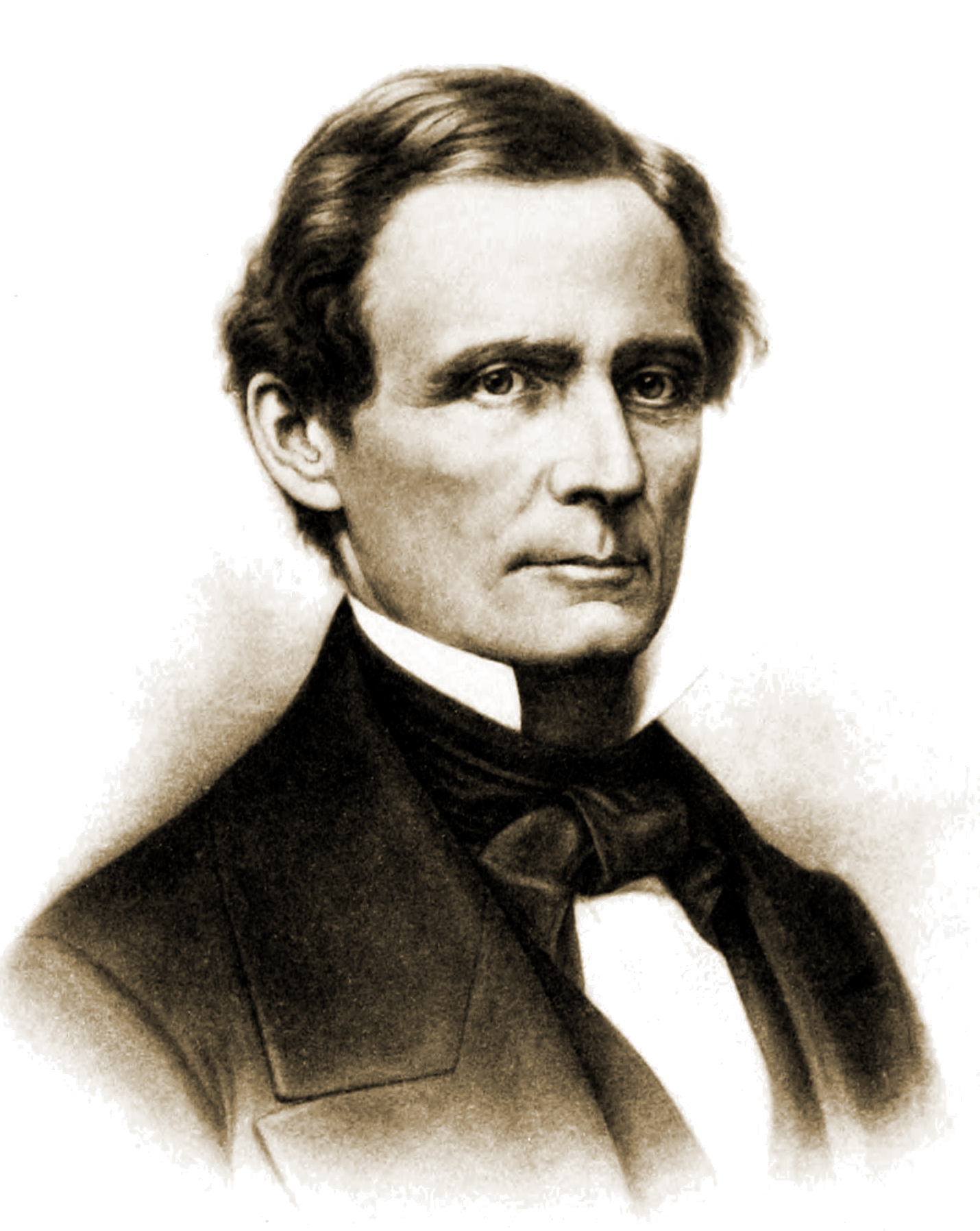
Konfederační prezident Jefferson Davis

Sedm států odštěpených v únoru 1861:
- Jižní Karolína (20. prosince 1860)[3]
- Mississippi (9. ledna 1861)[4]
- Florida (10. ledna 1861)[5]
- Alabama (11. ledna 1861)[6]
- Georgie (19. ledna 1861)[7]
- Louisiana (26. ledna 1861)[8]
- Texas (1. února 1861)[9]

Potom, co Lincoln vyhlásil válku, se přidaly další čtyři státy:
- Virginie (17. dubna 1861)[10][11]
- Arkansas (6. května 1861)[12]
- Severní Karolína (20. května 1861)[13]
- Tennessee (8. června 1861)[14][15]

Další dva státy měly znesvářené vlády. Konfederace je přijala, ale tyto státy nebyly nikdy ovládány prokonfederační vládou, sídlící v exilu:
- Missouri – stát se nikdy neoddělil, ale odpadlíky z vlády bylo vyhlášeno odtržení od USA (31. října 1861).[16][17]
- Kentucky – stát se neoddělil, ale část nezvolené vlády vyhlásila odtržení od USA (20. listopadu 1861).[18][19]

Oba státy povolovaly otroctví a v obou byly unionistické i konfederační okresy, někteří otrokáři byli dokonce Unionisty, což bývá dodnes předmětem diskuzí.
| #   | město                        | populace v roce 1860 | města dle populace | návrat do Unie |
| 1.  | New Orleans, Louisiana       | 168 675              | 6                  | 1862           |
| 2.  | Charleston, Jižní Karolína   | 40 522               | 22                 | 1865           |
| 3.  | Richmond, Virginie           | 37 910               | 25                 | 1865           |
| 4.  | Mobile, Alabama              | 29 258               | 27                 | 1865           |
| 5.  | Memphis, Tennessee           | 22 623               | 38                 | 1862           |
| 6.  | Savannah, Georgie            | 22 292               | 41                 | 1864           |
| 7.  | Petersburg, Virginie         | 18 266               | 50                 | 1865           |
| 8.  | Nashville, Tennessee         | 16 988               | 54                 | 1862           |
| 9.  | Norfolk, Virginie            | 14 620               | 61                 | 1862           |
| 10. | Augusta, Georgie             | 12 493               | 77                 | 1865           |
| 11. | Columbus, Georgie            | 9 621                | 97                 | 1865           |
| 12. | Atlanta, Georgie             | 9 554                | 99                 | 1864           |
| 13. | Wilmington, Severní Karolína | 9 553                | 100                | 1865           |

## Vlajka

„Stars and Bars“ byla první státní vlajka s původně sedmi hvězdami podle států odštěpených v únoru 1861, poté byly přidávány další hvězdy (dohromady 9, 11 a nakonec 13)
„Stainless Banner“ byla druhá státní vlajka užívaná od 1. 5. 1863 – 4. 4. 1865
„Blood-Stained Banner“ (Zkrvavený prapor) byla třetí státní vlajka Konfederace, užívaná jen krátce po 3. březnu 1865.

## Ekonomika
Konfederace měla agrárně zaměřenou ekonomiku s exportem na světové trhy. Hlavním artiklem byla bavlna, v menší míře tabák a cukrová třtina. Místně bylo pěstováno obilí a zelenina, hovězí a vepřový dobytek. Všech 11 států produkovalo v roce 1860 průmyslové zboží v hodnotě 155 milionů dolarů, a to především v závodech na zpracování zrna a řeziva, zpracování tabáku, bavlněného zboží a potřeb pro námořnictvo jako terpentýn apod. Státy Konfederace přijaly nízké sazby cla ve výši 15 %, ale uplatnily je na všechny importy ze zbytku Spojených států. Tarify však nebyly mnoho platné, protože Konfederační přístavy byly pod Unionistickou blokádou a pouze pár lidí platilo daně ze zboží propašovaného z Unie. Vláda vybrala kolem 3,5 milionu dolarů daní od začátku války proti Unii do konce roku 1864. Nedostatek odpovídajících finančních zdrojů donutil Konfederaci k vydávání peněz, což vedlo k vysoké inflaci.

## Ozbrojené síly

Bojová zástava Armády Tennessee, později nazývaná jako „Konfederační vlajka“

Námořní vlajka Konfederace

Ozbrojené síly Konfederace se skládaly ze tří složek:
- Armáda Konfederace
- Námořnictvo Konfederace
- Námořní pěchota Konfederace

Konfederační vojenské velení se skládalo z mnoha veteránů Armády Spojených států a Námořnictva Spojených států, kteří rezignovali na svá postavení ve federálních komisích a získali vyšší postavení v Konfederačních ozbrojených silách. Mnozí z nich se účastnili Mexicko-americké války (včetně Roberta E. Leea a Jeffersona Davise), ale ostatní měli málo vojenských zkušeností (jako Leonidas Polk, který navštěvoval vojenskou akademii ve West Point, kterou nedokončil). Konfederační velitelský sbor byl složen jednak z mladých mužů pocházejících z rodin vlastnících otroky, ale byli v něm i muži z rodin obyčejných. Konfederace sbor vybírala ze zkušených i nezkušených důstojníků volbou ze všech hodností.
Sbor Konfederační armády byl tvořen z bílých mužů ve věku mezi 16 a 28 lety, na které se vztahovala mobilizace vyhlášená Konfederačním Kongresem roku 1862. Tisíce otroků sloužily jako dělníci, kuchaři, zvědové a v ostatních nebojových funkcích. Konfederace provedla odvody v roce 1862. Oslabena ztrátami, trpěla armáda nedostatkem lidských sil. Po agitaci ze strany armády a na žádost generála Leea, byli na jaře 1865 do bojových jednotek nabíráni a cvičeni i otroci s příslibem emancipace. Válka však záhy skončila a tak neměli příležitost zúčastnit se přímého boje.

### Vojenští vůdci

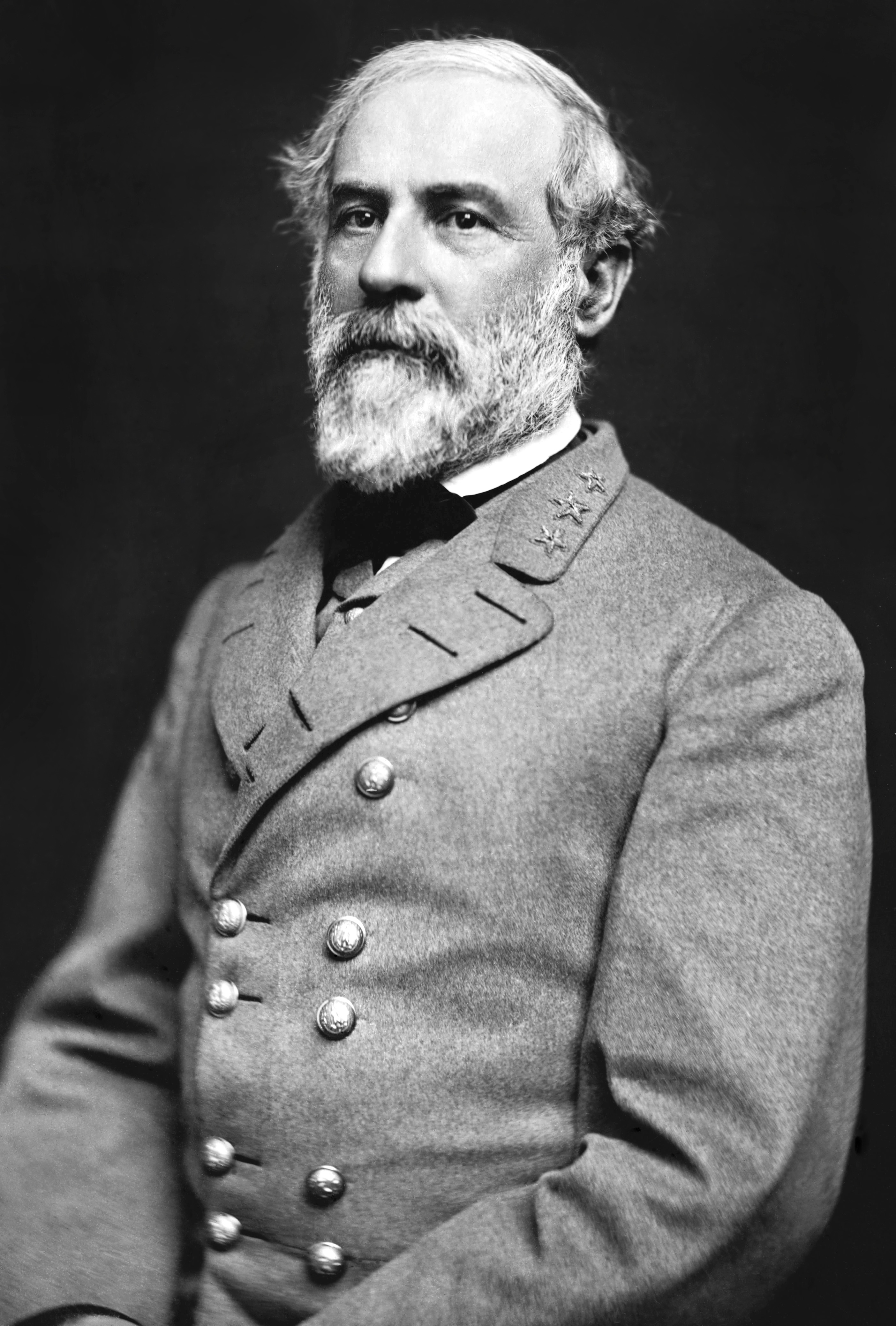
Generál Robert E. Lee, tvář Konfederační armády

Vůdci Konfederace (se státem narození a nejvyšší dosaženou hodností):
- Robert E. Lee (Virginie) – generál a vrchní velitel (1861–1865)
- Albert Sidney Johnston (Kentucky) – generál
- Joseph E. Johnston (Virginie) – generál
- Braxton Bragg (Severní Karolína) – generál
- P.G.T. Beauregard (Louisiana) – generál
- Richard Stoddert Ewell (Virginie) – generálporučík
- Samuel Cooper (New York) – generál
- James Longstreet (Jižní Karolína) – generálporučík
- Thomas Jonathan Jackson (Virginie) – generálporučík
- John Hunt Morgan (Kentucky) – brigádní generál
- A.P. Hill (Virginie) – generálporučík
- John Bell Hood (Texas) – generálporučík
- Wade Hampton III (Jižní Karolína) – generálporučík
- Nathan Bedford Forrest (Tennessee) – generálporučík
- John Singleton Mosby, tzv. „Šedý duch Konfederace“ (Virginie) – poručík
- J.E.B. Stuart (Virginie) – generálmajor
- Edward Porter Alexander (Georgie) – brigádní generál
- Franklin Buchanan (Maryland) – admirál
- Raphael Semmes (Maryland) – týlový admirál
- Josiah Tattnall (Georgie) – velitel loďstva
- Stand Watie (Indiánské teritorium, dnes Oklahoma) – brigádní generál (vzdal se jako poslední)
- Leonidas Polk (Severní Karolína) – generálporučík
- Sterling Price (Virginie) – generálmajor
- Jubal Anderson Early (Virginie) – generálporučík
- Richard Taylor (Kentucky) – generálporučík (syn amerického prezidenta Zachary Taylora)
- Lloyd J. Beall (Jižní Karolína) – poručík – velitel Konfederačních námořních sil
- Stephen Dodson Ramseur (Severní Karolína) – generálmajor
- Camille Armand Jules Marie, Prince de Polignac (Francie) – generálmajor
- John Austin Wharton (Tennessee) – generálmajor
- Thomas L. Rosser (Virginie) – generálmajor
- Patrick Cleburne (Irsko) – brigádní generál
- Albert Pike (Massachusetts) – brigádní generál

## Tabulka států Konfederace
| Stát                             | Vlajka           | Datum odtržení    | Připojení k C.S.A. | Rok převládnutí vlivu Unie      | Znovupřipojení k Unii                                        |
| -------------------------------- | ---------------- | ----------------- | ------------------ | ------------------------------- | ------------------------------------------------------------ |
| Jižní Karolína                   | Jižní Karolína   | 20. prosince 1860 | 8. února 1861      | 1865                            | 9. července 1868                                             |
| Mississippi                      | Mississippi      | 9. ledna 1861     | 8. února 1861      | 1863                            | 23. února 1870                                               |
| Florida                          | Florida          | 10. ledna 1861    | 8. února 1861      | 1865                            | 25. června 1868                                              |
| Alabama                          | Alabama          | 11. ledna 1861    | 8. února 1861      | 1865                            | 13. července 1868                                            |
| Georgie                          | Georgie          | 19. ledna 1861    | 8. února 1861      | 1865                            | první datum 21. července 1868; druhé datum 15. července 1870 |
| Louisiana                        | Louisiana        | 26. ledna 1861    | 8. února 1861      | 1863                            | 9. července 1868                                             |
| Texas                            | Texas            | 1. února 1861     | 2. března 1861     | 1865                            | 30. března 1870                                              |
| Virginie                         | Virginie         | 17. dubna 1861    | 7. května 1861     | 1865; (1861 v Západní Virginii) | 26. ledna 1870                                               |
| Arkansas                         | Arkansas         | 6. května 1861    | 18. května 1861    | 1864                            | 22. června 1868                                              |
| Severní Karolína                 | Severní Karolína | 20. května 1861   | 21. května 1861    | 1865                            | 4. července 1868                                             |
| Tennessee                        | Tennessee        | 8. června 1861    | 2. července 1861   | 1863                            | 24. července 1866                                            |
| Missouri                         | Missouri         | 31. října 1861    | 28. listopadu 1861 | 1861                            | Nezvolená pro-Unionistická vláda od roku 1861.               |
| Kentucky (Russellvillská dohoda) | Kentucky         | 20. listopad 1861 | 10. prosinec 1861  | 1861                            | Pro-Unionistická a C.S.A. vláda od roku 1861.                |